# Paulin Voavy
Paulin Voavy (* 10. November 1987 in Maintirano) ist ein madagassischer Fußballspieler, der hauptsächlich auf den Flügelpositionen spielt. Voavy gilt als flink und dribbelstark.

## Karriere

### Verein
Voavy begann seine professionelle Karriere beim FC Saint-Pauloise und wurde 2007 vom FC Nantes verpflichtet, wo er jedoch nur in der zweiten Mannschaft zum Einsatz kam. Kurze Zeit später wurde er vom US Boulogne unter Vertrag genommen und absolvierte hier insgesamt drei Partien in der Ligue 2, zwischendurch war er an Évian Thonon ausgeliehen, die damals in der dritten Liga spielten, hier konnte er den Aufstieg mit seiner Mannschaft feiern. Nach seiner Rückkehr hatte US Boulogne keine Verwendung mehr für ihn, so wechselte er zu AS Cannes und kam hier zu mehr als 60 Einsätzen. Anschließend spielte er noch für US Colomiers und wechselte dann nach Algerien zu CS Constantine, wo er auf Anhieb Stammspieler wurde. Seit 2016 schnürt er für Misr El-Makasa seine Schuhe und auch hier avancierte er auf Anhieb zum Stammspieler. Mit mehreren Toren und Vorlagen gilt er als wichtige Stütze seines Vereins.

### Nationalmannschaft
Er spielt seit 2003 für die madagassische A-Nationalmannschaft, für die er die zweitmeisten Spiele überhaupt absolviert hat. Für seine Heimat spielte er mehrere Qualifikationen, unter anderem erzielte er drei Tore gegen die Seychellen bei einem 5:0-Sieg im COSAFA Cup 2007.

## Erfolge
Vereine
- National (D3): 2009/10

Nationalmannschaft
- Indian Ocean Island Games 2007: Silber

Persönliche Auszeichnungen
- COSAFA Cup 2007: Torschützenkönig mit drei erzielten Toren
- Indian Ocean Island Games 2007: Torschützenkönig mit vier erzielten Toren